# Francesc Rius i Camps
Francesc Rius i Camps (Esparraguera, Baix Llobregat, 1941) és un arquitecte català.

## Biografia
Es va titular arquitecte el 1966 per l'Escola Tècnica Superior d'Arquitectura de Barcelona, on ha estat professor de projectes des de 1970 fins al 2006. Al començament va treballar associat a Esteve Bonell i Josep Maria Gil, amb qui es va emmarcar en un cert racionalisme eclèctic, hereu directe de l'arquitectura racionalista, defensant la relació entre construcció i arquitectura, amb un èmfasi especial en la composició, i destacant el compromís entre tradició i modernitat, així com el caràcter urbà de l'arquitectura. Rius i Bonell van ser autors del Velòdrom d'Horta (premi FAD 1984), de forma cilíndrica, amb alternança de paraments de maó i pilars apantallats, coberts per una cornisa en forma de làmina horitzontal; al seu accés es troba un «poema visual» de Joan Brossa.
De la resta de les seves obres destaquen: els apartaments de Coll del Portell a Barcelona (1971-1981), on té el seu despatx, l'edifici d'habitatges del carrer de Sant Cugat del Vallès 1-3 (1979-1981), el parc de l'Espanya Industrial (1985, amb Luis Peña), la capella i l'auditori del Cementiri de Collserola (1991-1992), el Pavelló Olímpic de Badalona (Premi d'Arquitectura Contemporània Mies van der Rohe 1992), un edifici d'habitatges al carrer Salvador Espriu de la Vila Olímpica de Barcelona (1992), el Centre Penitenciari Brians 1 amb la col·laboració de Manuel Brullet i Tenas. i el pavelló poliesportiu a Salou. Altre obres amb Bonell i Gil van ser els habitatges fets en el solar de l'enderrocat Estadi de Sarrià, amb la col·laboració de Rivas González i Rivas Folguera, i en nou Hospital de la Santa Creu i Sant Pau amb Josep Lluís Canosa i Sílvia Barbera.
Després de les obres olímpiques es va traslladar a Bolvir, i de la seva experiència com a arquitecte al Pirineu destaquen la casa Rius-Fina a Bolvir, premi FAD 1991 i Centre mediambiental MónNatura Pirineus al Pallars Sobirà.

## Galeria d'imatges

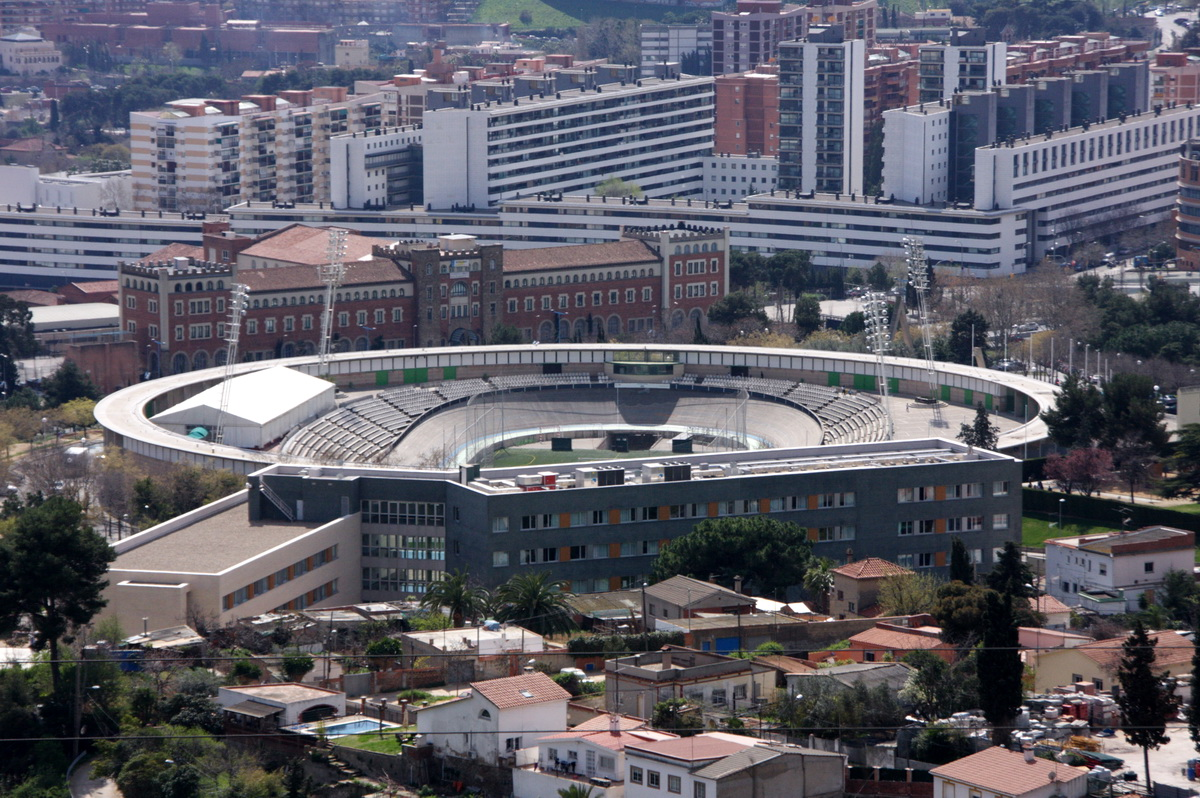
Velòdrom d'Horta
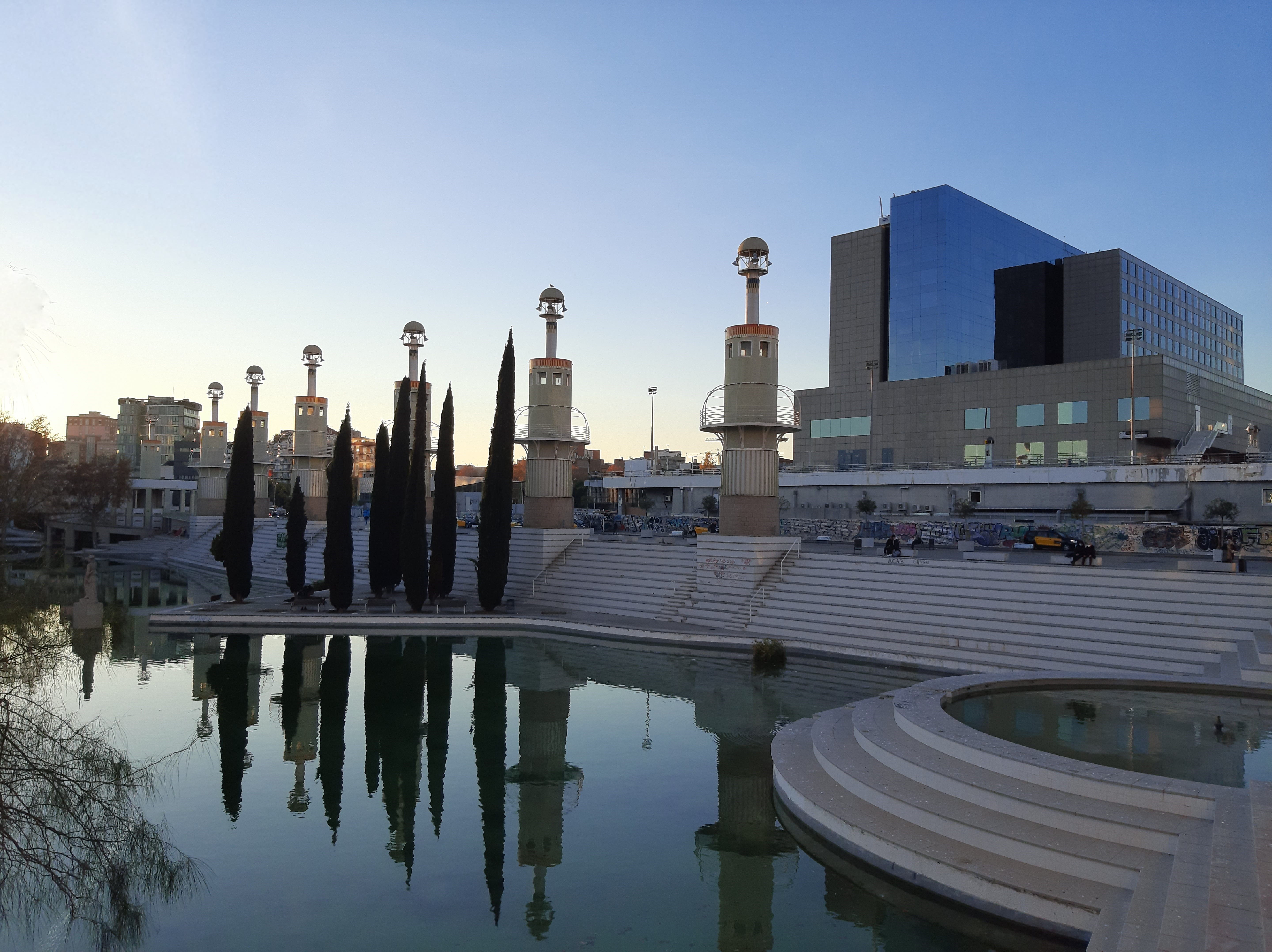
Parc de l'Espanya Industrial
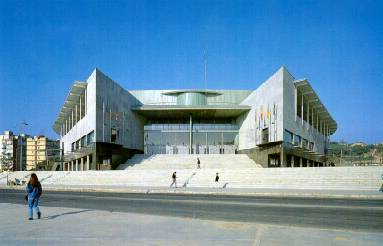
Pavelló Olímpic de Badalona
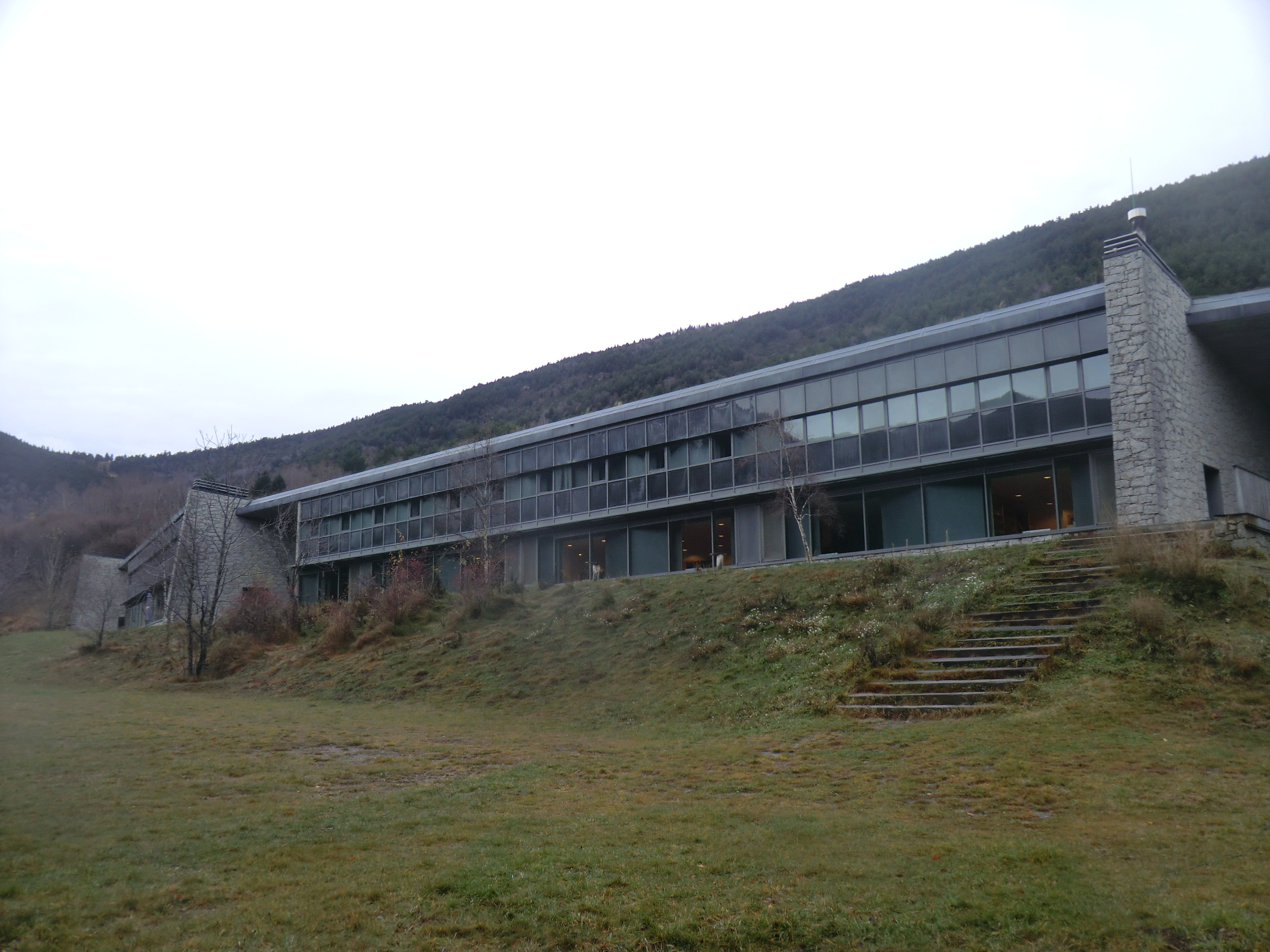
MónNatura Pirineus
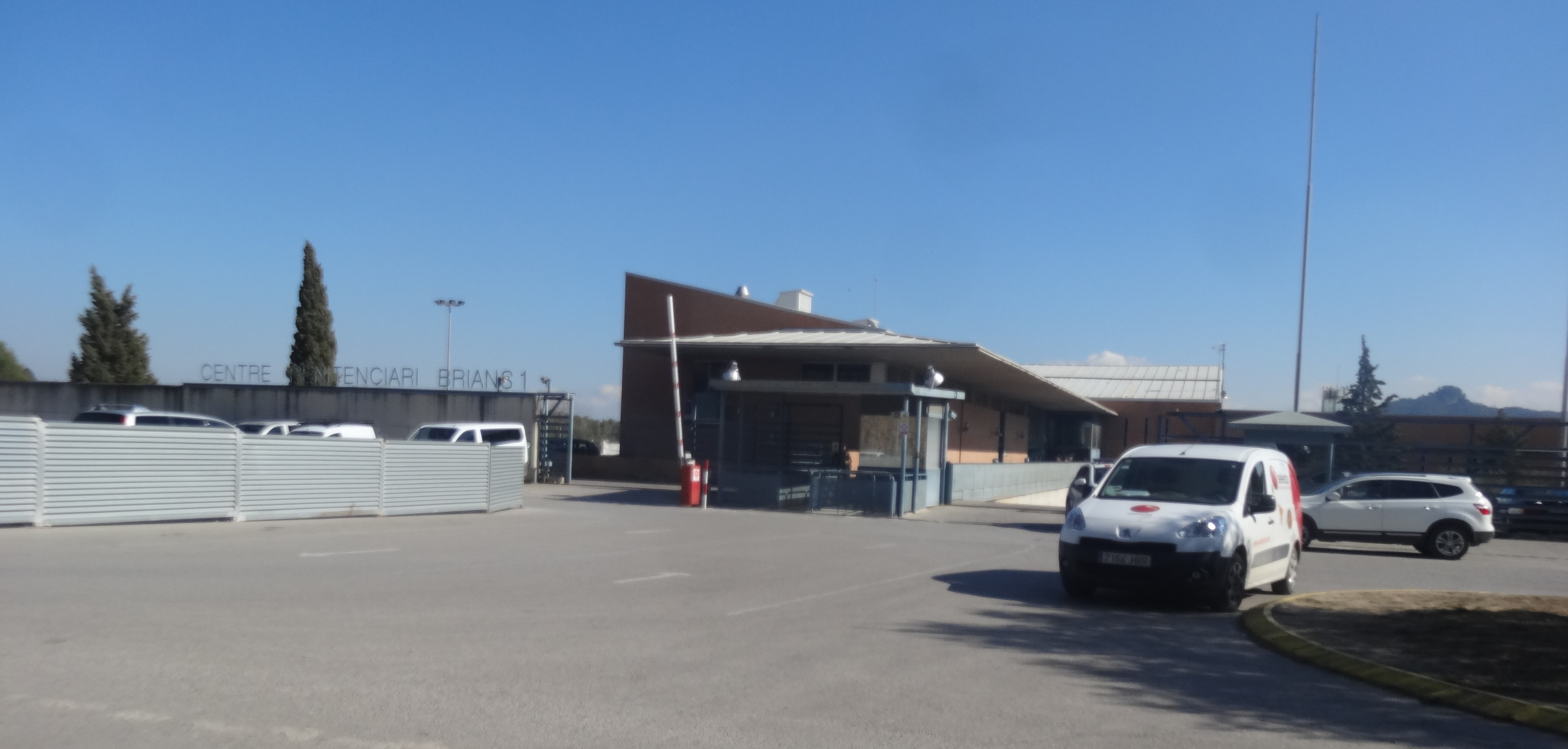
Centre Penitenciari Brians 1